# Shawn Levy
Shawn Adam Levy (sinh ngày 23 tháng 7 năm 1968) là một nam nhà làm phim kiêm diễn viên người Canada gốc Do Thái. Là người sáng lập ra hãng phim 21 Laps Entertainment, ông được công chúng biết đến qua các bộ phim đa dạng thể loại, nổi bật nhất là thương hiệu loạt phim Đêm ở viện bảo tàng và phim truyền hình Netflix Cậu bé mất tích.
Khởi đầu sự nghiệp với tư cách là đạo diễn của những bộ phim truyền hình vừa và nhỏ, Levy đã được công chúng chú ý vào những năm 2000 khi ông làm hai bộ phim Big Fat Liar và Just Married, trước khi ông chuyển sang thực hiện các bộ phim lớn như Cheaper by the Dozen, Chú Báo Hồng và Đêm ở viện bảo tàng. Vào những năm 2010, ông làm thêm hai bộ phim là Đêm hẹn nhớ đời và Tay đấm thép, trước khi chuyển hướng sang làm phim truyền hình kể từ năm 2011 qua bộ phim truyền hình Last Man Standing.
Kể từ năm 2016, Levy làm giám đốc sản xuất cho bộ phim truyền hình của Netflix mang tên Cậu bé mất tích, trong đó ông đạo diễn hai tập 3 và 4 của mùa thứ 4. Cũng trong năm này, ông được đề cử giải Oscar cho hạng mục Phim hay nhất qua tác phẩm Cuộc đổ bộ bí ẩn của đạo diễn Denis Villeneuve. Gần đây nhất, ông đã và đang hợp tác với Ryan Reynolds để thực hiện các bộ phim Giải cứu "Guy" (2021), The Adam Project (2022) và sắp tới là Deadpool & Wolverine (2024).